# 溫德爾·路易斯
溫德爾·路易斯（英語：Wendell Lewis，1989年9月21日—）為美國男子籃球運動員，場上位置為中鋒，現效力於印尼籃球聯賽印尼年輕騎士。

## 大學生涯
2008年10月路易斯口頭承諾就讀中田纳西州立大学，但之後決定放棄承諾，2009年4月確定進入密西西比州立大学就讀。大三時路易斯遭遇右膝髌骨骨折，缺席了賽季剩餘24場賽事，而东南联盟批准路易斯可擁有額外一年出賽資格。2013年10月，路易斯遭到球隊退隊，CBSSports.com報導指與路易斯藥檢失敗有關，路易斯總計替密西西比州立大学出賽98場比賽，其中13場先發，場均表現為3.5分、3.3籃板。自密西西比州立大学畢業後，大學最後一年出賽資格路易斯效力於阿拉巴馬州立大學。

## 職業生涯
路易斯從玻利維亞圣克鲁斯-德拉谢拉開始職業生涯。2017年8月24日，B3聯賽東京八王子蜜蜂列車簽下路易斯。2018年1月17日，東京八王子蜜蜂列車終止路易斯的合約。1月18日，路易斯加盟B3聯賽埼玉野馬。
2022年2月24日，葡萄牙籃球聯賽本菲卡簽下路易斯。9月5日，拉溫納簽下路易斯。2023年2月11日，阿什克隆伊利澤簽下路易斯。3月18日，路易斯加盟P. LEAGUE+高雄17直播鋼鐵人，中文登錄名為「溫德」。
2023年11月29日，印尼籃球聯賽棉蘭白頭鷹引進路易斯。2024年4月2日，棉蘭白頭鷹宣布路易斯離隊。4月3日，註冊大限當天路易斯加盟P. LEAGUE+新北國王，中文登錄名為「路易士」。7月26日，新北國王宣布路易斯離隊。
2024年12月10日，印尼籃球聯賽印尼年輕騎士引進路易斯。

## 外部連結
- 溫德爾·路易斯在fiba.basketball（英语）
- 溫德爾·路易斯在B.LEAGUE官網（日语）
- 溫德爾·路易斯在P. LEAGUE+官網
- 溫德爾·路易斯在Sports-Reference.com（NCAA）（英语）
- 溫德爾·路易斯在Eurobasket.com（球員）（英语）
- 溫德爾·路易斯在Proballers（英语）
- 溫德爾·路易斯在RealGM（球員）（英语）
- 溫德爾·路易斯在Flashscore（英语）